# Kohleria peruviana
Kohleria peruviana là một loài thực vật có hoa trong họ Tai voi. Loài này được Fritsch mô tả khoa học đầu tiên năm 1914.

## Hình ảnh

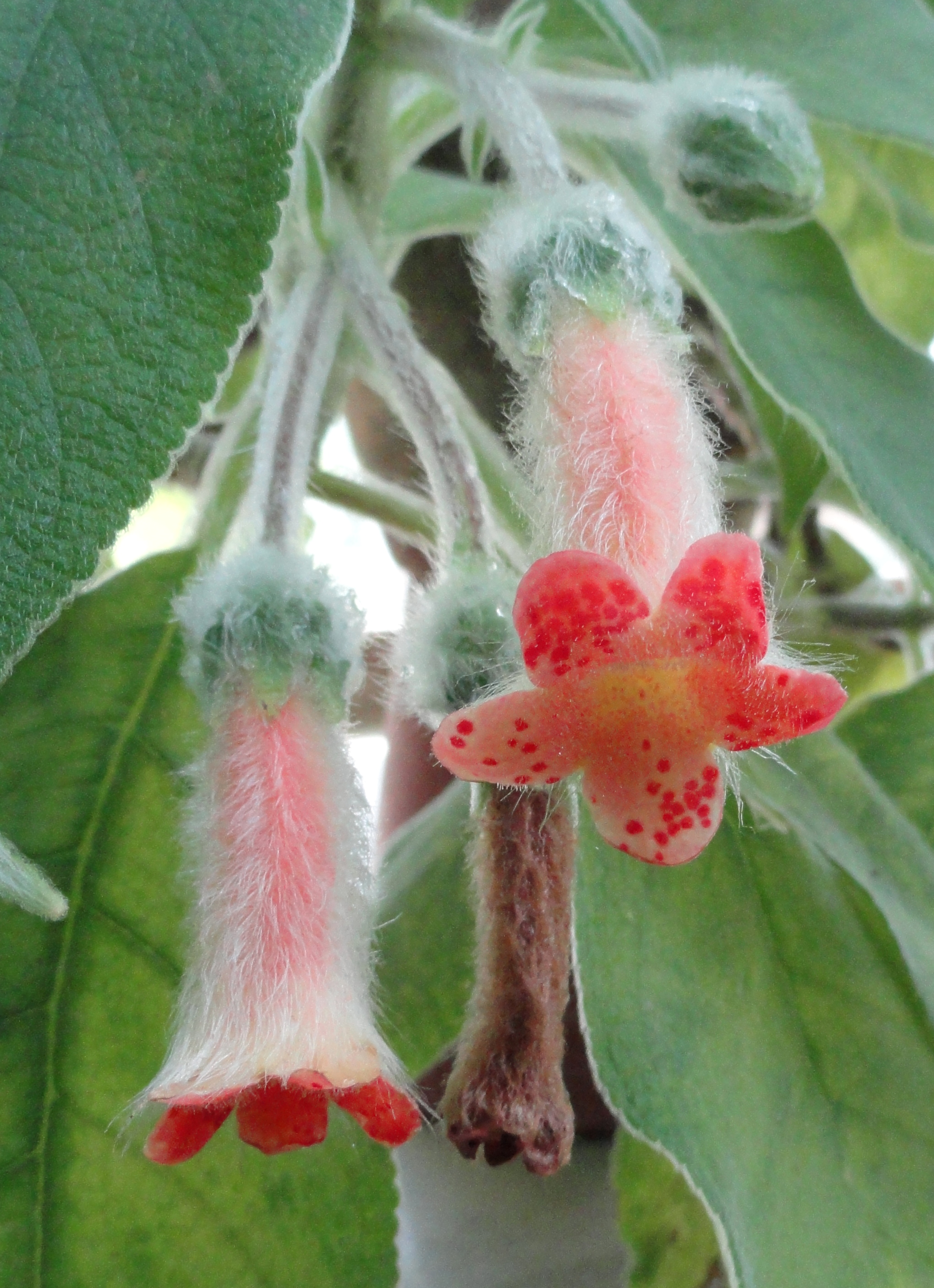
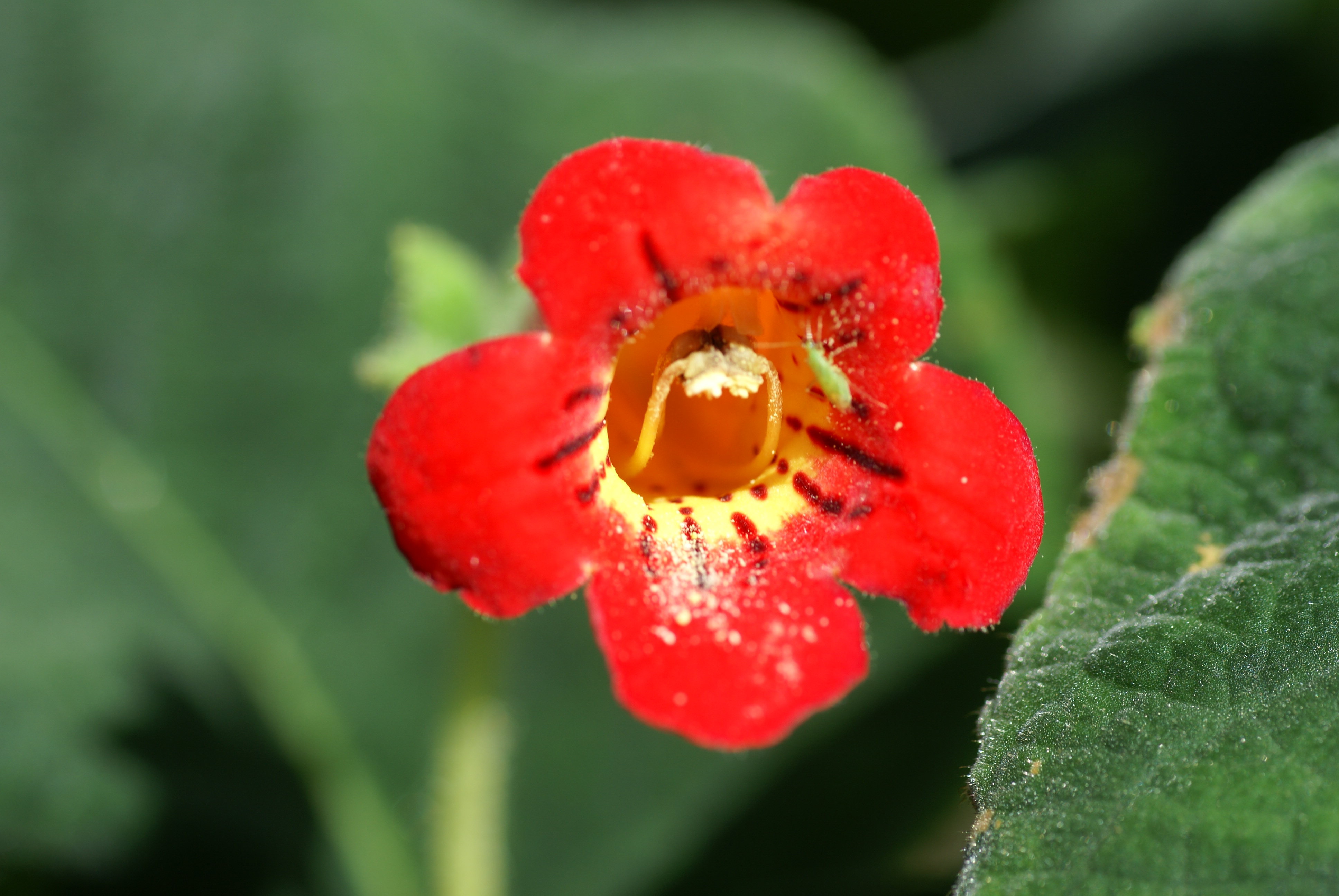
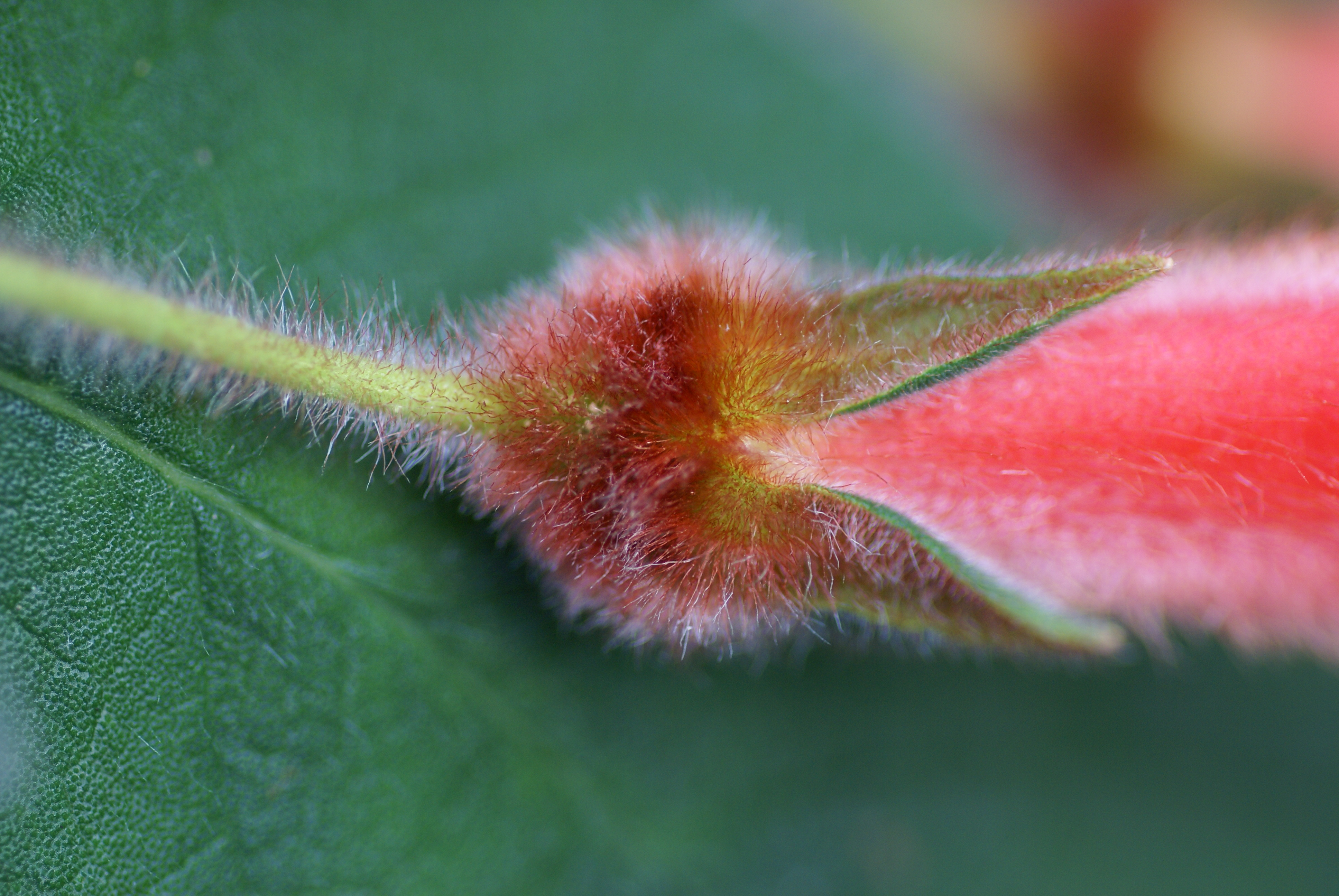
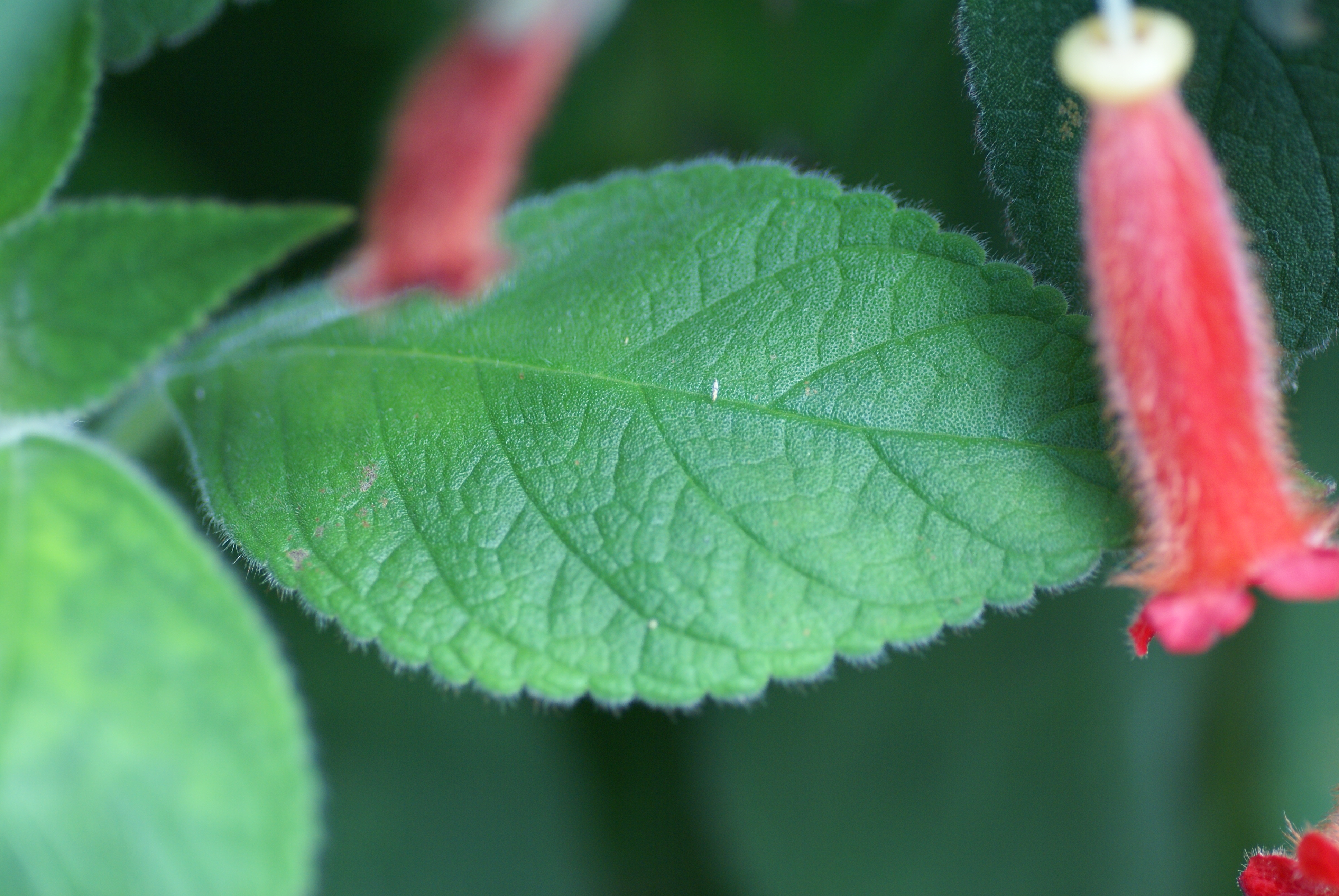